# Usora (rijeka)
Usora je rijeka u Bosni i Hercegovini, lijevi pritok Bosne, u koju se ulijeva južno od Doboja. 
Nastaje u Tesliću, spajanjem Male Usore (s lijeva) i Velike Usore (s desna). Dužina rijeke Usore je 82 kilometra. Lijeve pritoci rijeke Usore su Djedovac, Katića rijeka, Lukića rijeka i Grabovača, a desni: Grgin potok, Radušica, Kopajka, Talin potok i Tešanjka koja je najveća i naznačajnija pritoka. Usora se ulijeva u Bosnu u Makljenovcu, općina Doboj. Najviši vodostaj Usore je u travnju kad je i najveći protok, a najniži u kolovozu, čijem niskom vodostaju prethodi najniži protok vode srpnju i kolovozu. Razlog su velike travanjske oborine i otapanje snijega s okolnih brda, a kolovoz je u ovim krajevima najsušniji mjesec u godini. Uz Usoru prevladaju hidromorfna tla - aluvijalno tlo – fluvisol, kojeg je osobito na lijevoj obali. Šume hrasta lužnjaka i običnog graba (Carpino betuli – Quercetum roboris incl. Genisto elatae – Quercetum roboris) rastu u dolini rijeke Usore.
Cijeli prostor oko ove rijeke i njezinih pritoka nosi povijesni naziv Usora. 